# George Villiers, 2:e hertig av Buckingham
George Villiers, 2:e hertig av Buckingham, född 30 januari 1628 och död 16 april 1687, var en engelsk politiker, son till George Villiers, 1:e hertig av Buckingham och Katherine Manners (dotter till Francis Manners, 6:e earl av Rutland).
Buckingham uppfostrades tillsammans med Karl I:s barn, och tog på kungens sida del av inbördeskrigen, men återvände 1657 till England och gifte sig med lady Mary Fairfax (1638-1704), en dotter till Lord Fairfax, som fått stor del av Buckinghams indragna gods. Efter restaurationen vann Buckingham snart Karl II:s gunst, arbetade på Lord Clarendons störtande och blev den ledande i den så kallade "cabalministären". 
1664 anhöll parlamentet om hans entledigande, och Karl samtyckte med glädje. Buckingham övergick nu till oppositionen, men försonade sig 1684 åter med kungen. För sina många kärleksäventyr och fullkomliga förakt för den allmänna meningen har Buckingham kallats "Det sjuttonde århundradets Alkibiades". Vid sin död 1687 efterträddes han som riddare av strumpebandsorden av hertigen av Sunderland.